# Числа Сабита
Числа Сабита — натуральные числа, задающиеся формулой {\displaystyle 3\cdot 2^{n}-1} для целых неотрицательных {\displaystyle n.}
Первые числа Сабита — это
{\displaystyle 2\;,\;5\;,\;11\;,\;23\;,\;47\;,\;95\;,\;191\;,\;383\;,\;767\;,\;1535\;,\;3071\;,\;6143\;,\;12287\;,\;24575\;,\;49151\;,\;98303\;,\;196607\;,\;393215\;,\;786431\;,\;1572863\;,\;\ldots }
(последовательность A055010 в OEIS.)
Последовательность названа в честь иракского математика девятого века Сабит Ибн Курра, исследовавшим такие числа.

## Свойства
- Двоичное представление числа Сабита {\displaystyle 3\cdot 2^{n}-1} имеет длину {\displaystyle n+2.}
- Некоторые числа Сабита являются простыми:

{\displaystyle 2\;,\;5\;,\;11\;,\;23\;,\;47\;,\;191\;,\;383\;,\;6143\;,\;786431\;,\;51539607551\;,\;824633720831\;,\;\ldots }
(последовательность A007505 в OEIS.)
- Известны следующие значения {\displaystyle n,} дающие простые числа:

{\displaystyle 0\;,\;1\;,\;2\;,\;3\;,\;4\;,\;6\;,\;7\;,\;11\;,\;18\;,\;34\;,\;38\;,\;43\;,\;47\;,\;55\;,\;64\;,\;76\;,}
{\displaystyle 94\;,\;103\;,\;143\;,\;206\;,\;216\;,\;306\;,\;324\;,\;391\;,\;458\;,\;470\;,\;827\;,\;1274\;,\;3276\;,\;4204\;,\;5134\;,}
{\displaystyle 7559\;,\;12676\;,\;14898\;,\;18123\;,\;18819\;,\;25690\;,\;26459\;,\;41628\;,\;51387\;,\;71783\;,\;80330\;,\;85687\;,\;88171\;,\;97063\;,}
{\displaystyle 123630\;,155930\;,\;164987\;,\;234760\;,\;414840\;,\;584995\;,\;702038\;,\;727699\;,\;992700\;,\;1201046\;,\;1232255\;,\;2312734\;,\;3136255\;,\;\ldots }
(последовательность A002235 в OEIS.)
- Простые числа Сабита ищутся в ходе проекта распределённых вычислений «321 search»[4], который позже был поглощенном проектом PrimeGrid.

- По состоянию на 2023 год наибольшее из известных простых чисел Сабита: 3 × 220928756 − 1, состоящее из 6 300 184 цифр. Число было найденное 5 июля 2023 года[5] и на момент своего обнаружения занимало 20-ю позицию среди самых больших известных простых чисел.

## Связь с дружественными числами
Если и {\displaystyle n,} и {\displaystyle n-1} являются числами Сабита, и если {\displaystyle 9\cdot 2^{2n-1}-1} — простое, то пара дружественных чисел может быть найдена как
{\displaystyle 2^{n}(3\cdot 2^{n-1}-1)(3\cdot 2^{n}-1)} и {\displaystyle 2^{n}(9\cdot 2^{2n-1}-1).}

## Числа Сабита второго рода
- Числа, записываемые формулой {\displaystyle 3\cdot 2^{n}+1} называются числами Сабита второго рода.

- Первые числа Сабита второго рода:
{\displaystyle 4,7,13,25,49,97,193,385,769,1537,3073,6145,12289,24577,49153,98305,196609,393217,786433,1572865,...}

- Первые простые числа Сабита второго рода (последовательность A039687 в OEIS):
{\displaystyle 7,13,97,193,769,12289,786433,3221225473,206158430209,6597069766657,221360928884514619393,...}

- Первые значения {\displaystyle n}, при которых {\displaystyle 3\cdot 2^{n}+1} простые:
{\displaystyle 1,2,5,6,8,12,18,30,36,41,66,189,201,209,276,353,408,438,534,2208,2816,3168,3189,3912,...} (последовательность A2253 в OEIS).